# 韦伐
韦伐（?—?），中国五胡十六国时代匈奴铁弗部人，夏國开国皇帝赫连勃勃的弟弟，刘卫辰的幼子。
韦伐开始随父祖为刘姓，龙升元年（407年），赫连勃勃自立为天王，建立夏国。封韦伐北平公。凤翔元年（413年），全族从刘姓改为赫连姓。承光二年（426年）西秦乞伏炽磐讨北凉，北凉沮渠蒙逊请夏国赫连昌袭击西秦。赫连昌派征南大将军呼卢古率骑兵二万，进攻西秦苑川；派车骑大将军韦伐率领骑兵三万，进攻南安。韦伐率众攻陷南安城，生擒西秦秦州刺史翟爽和南安郡太守李亮。十一月，呼卢古与韦伐合攻西秦都城枹罕（今甘肃临夏市东北）。乞伏炽磐迁都定连。呼卢古、韦伐又合兵攻打沙州刺史出连虔据守的湟河。出连虔派后将军乞伏万年将他们击退。呼卢古、韦伐再攻西平，俘获西秦的安西将军库洛干，活埋了西秦五千余士兵，掠走二万余户居民，班师回国。胜光四年（431年），赫连定派遣赫连韦伐率军一万攻打西秦国王乞伏暮末据守的南安城。乞伏暮末投降。赫连韦伐把乞伏暮末连同沮渠兴国，押送到上邽。